# اسلام در آندورا

اسلام در آندورا دین اقلیت محسوب می‌شود. بر اساس سرشماری سال ۲۰۰۶، حدود ۲,۰۰۰ نفر مسلمان در آندورا وجود دارد
| ۹۰–٪۱۰۰ | جمهوری آذربایجان کوزوو ترکیه |
| ۷۰–٪۹۰  | قزاقستان |
| ۵۰–٪۷۰  | آلبانی بوسنی و هرزگوین |
| ۳۰–٪۵۰  | مقدونیه شمالی |
| ۱۰–٪۲۰  | بلغارستان فرانسه گرجستان مونته‌نگرو روسیه                                                                                            |
| ۵–٪۱۰   | اتریش سوئد بلژیک آلمان یونان لیختن‌اشتاین هلند سوئیس بریتانیا نروژ دانمارک                                                           |
| ۴–٪۵    | ایتالیا صربستان |
| ۲–٪۴    | لوکزامبورگ مالت اسلوونی اسپانیا |
| ۱–٪۲    | کرواسی ایرلند اوکراین |
| < ٪۱    | آندورا ارمنستان بلاروس جمهوری چک استونی فنلاند مجارستان ایسلند لتونی لیتوانی مولداوی موناکو لهستان پرتغال رومانی سان مارینو اسلواکی |